# Yuji Naka
Yuji Naka (中 裕司, Naka Yūji) (Osaka, 17 september 1965) is een Japanse computerspelontwikkelaar, programmeur en producent. Naka is samen met ontwerper Naoto Oshima bekend geworden als de bedenkers van de Sonic the Hedgehog-serie computerspellen voor de Sega Mega Drive. Naka was verder betrokken bij het maken van de games Nights into Dreams, Samba de Amigo en ChuChu Rocket!.
Nadat Naka in 2006 stopte met zijn werk bij Sonic Team, richtte hij zijn eigen bedrijf op, genaamd Prope.

## Carrière
Na het voltooien van de middelbare school las Naka dat Sega zocht naar programmeurs, Naka reageerde en werd aangenomen. Hij begon in 1984 als assistent-programmeur voor de Sega SG-1000 en Sega Master System, en werkte samen met Hiroshi Kawaguchi aan hun eerste spel genaamd Girl's Garden. Hun baas was onder de indruk en besloot het spel te publiceren. Later deed Naka meer ervaring op tijdens zijn werk voor het spel Phantasy Star voor de Sega Master System in 1987.
Naka's doorbraak kwam in 1991, waar hij de hoofdprogrammeur was van het spel Sonic the Hedgehog voor de Sega Mega Drive. Hij werkte hierbij samen met ontwerpers Naoto Oshima en Hirokazu Yasuhara. Naka had hiervoor een speciaal algoritme ontworpen waarbij een sprite vloeiend langs een curve kon bewegen.
Na het succes van Sonic the Hedgehog woonde Naka enkele jaren in San Francisco in de Verenigde Staten, waar hij verder werkte aan een vervolg. Na de uitgave van het computerspel Sonic & Knuckles in 1994 werd Naka benoemd tot producent bij Sega Enterprises in Japan. Tijdens deze periode werkte hij aan titels als NiGHTS into Dreams en Burning Rangers voor de Sega Saturn, Sonic Adventure en Phantasy Star Online voor de Dreamcast, Billy Hatcher and the Giant Egg voor Nintendo GameCube, en het EyeToy-spel Sega Superstars voor de PlayStation 2.
Op 16 maart 2006 kondigde Naka aan dat hij zijn eigen spelstudio, genaamd Prope, ging starten. Volgens Naka wilde hij terug naar de fijne details van spelontwikkeling. Hier werkte hij aan speltitels als Wii Play: Motion, Ivy The Kiwi? en Rodea the Sky Soldier.
In 2019 ging Naka voor Square Enix werken aan het spel Balan Wonderworld. Nadat het spel negatief werd ontvangen in recensies en een commerciële flop bleek, werd de samenwerking beëindigd.

### Arrestatie
In 2022 werd Naka gearresteerd wegens mogelijke handel met voorkennis. Ook twee oud-medewerkers van Square Enix zijn in bewaring genomen. Naka zou aandelen van ontwikkelstudio Aiming hebben gekocht, vlak voordat deze startte met een nieuw spel in de Dragon Quest-serie. Ook kocht hij aandelen van Ateam, die later een Final Fantasy-spel ging maken. Deze spelstudio's zouden een samenwerking aangaan met Square Enix, wat de handelswaarde van deze bedrijven liet stijgen. Naka zou voor ongeveer 2,8 miljoen yen (circa 19.297 euro) aan aandelen hebben gekocht.
In juli 2023 werd Naka schuldig bevonden aan handel met voorkennis. Hij kreeg een voorwaardelijke gevangenisstraf van 2,5 jaar en een voorwaardelijke boete van omgerekend 1,1 miljoen euro.

## Werken
- Girl's Garden (1984) — Spelontwerper, programmeur
- Space Harrier (1985, Master System) — Hoofdprogrammeur
- Spy vs. Spy (1986, Master System) — Hoofdprogrammeur
- Out Run (1987, Master System) — Hoofdprogrammeur
- Phantasy Star (1987) — Programmeur
- Phantasy Star II (1989) — Producent, programmeur
- Ghouls 'n Ghosts (1989, Mega Drive) — Programmeur
- Sonic the Hedgehog (1991) — Hoofdprogrammeur
- Sonic the Hedgehog 2 (1992) — Hoofdprogrammeur
- Sonic & Knuckles (1994) — Producent, hoofdprogrammeur
- NiGHTS into Dreams (1996) — Producent, hoofdprogrammeur
- Burning Rangers (1998) — Producent
- Sonic Adventure (1998) — Producent
- ChuChu Rocket! (1999) — Regisseur, producent
- Samba de Amigo (2000) — Producent
- Phantasy Star Online (2000) — Producent
- Sonic Adventure 2 (2001) — Producent
- Sonic Advance (2001) — Producent
- Sonic Advance 2 (2002) — Producent
- Sonic Pinball Party (2003) — Producent
- Billy Hatcher and the Giant Egg (2003) — Producent
- Sonic Battle (2003) — Producent
- Sonic Heroes (2003) — Producent
- Sonic Advance 3 (2004) — Producent
- Puyo Pop Fever (2004) — Producent
- Sakura Wars: So Long, My Love (2005) — Producent
- Shadow the Hedgehog (2005) — Producent
- Sonic Rush (2005) — Producent
- Puyo Puyo Fever 2 (2005) — Algemeen producent
- Sonic Riders (2006) — Uitvoerend producent
- Phantasy Star Universe (2006) — Uitvoerend producent
- Let's Tap (2008) — Producent
- Ivy the Kiwi? (2009) — Ontwerper
- Fishing Resort (2011) — Bedenker
- StreetPass Mansion/Monster Manor (2013) — Producent
- Rodea the Sky Soldier (2015, Wii) — Producent
- StreetPass Chef (2016) — Producent
- Legend of Coin (2017) — Programmeur
- Balan Wonderworld (2021) — Regisseur, producent

## Trivia
- Als in het spel Sonic the Hedgehog 2 de muzieknummers 19, 65, 09, 17 (Naka's geboortedatum) worden afgespeeld kan de speler vrij een veld kiezen.[5]